# Gorance
Gorancë en albanais et Gorance en serbe latin (en serbe cyrillique : Горанце) est une localité du Kosovo située dans la commune/municipalité de Kaçanik/Kačanik, district de Ferizaj/Uroševac (Kosovo) ou district de Kosovo (Serbie). Selon le recensement kosovar de 2011, elle compte 1 028 habitants, tous albanais.
Selon le découpage administratif kosovar, le village fait partie de la commune/municipalité de Han i Elezit/Đeneral Janković.

## Démographie

### Évolution historique de la population dans la localité
| 1948 | 1953 | 1961 | 1971 | 1981 | 1991 | 2011  |
| ---- | ---- | ---- | ---- | ---- | ---- | ----- |
| 539  | 583  | 567  | 584  | 627  | 684  | 1 028 |

|  |